# آندراس ایوان
آندراس ایوان (انگلیسی: Andreas Ivan؛ زادهٔ ۱۰ ژانویهٔ ۱۹۹۵) بازیکن فوتبال اهل آلمان است.
از باشگاه‌هایی که در آن بازی کرده‌است می‌توان به باشگاه فوتبال نیویورک رد بولز، باشگاه فوتبال روت‌وایس اسن، و باشگاه فوتبال اشتوتگارت اشاره کرد.
وی همچنین در تیم‌های ملی فوتبال جوانان آلمان و زیر ۲۱ سال رومانی بازی کرده‌است.